# Mitja Gasparini
Mitja Gasparini (ur. 26 czerwca 1984 w Izoli) – były słoweński siatkarz, reprezentant kraju, grający na pozycji atakującego. 
11 sierpnia 2023 w towarzyskim spotkaniu z Egiptem zagrał swój ostatni mecz w siatkarskiej karierze.

## Sukcesy klubowe
MEVZA - Liga Środkowoeuropejska:
- 2007, 2008
- 2009
- 2006, 2021

Mistrzostwo Słowenii:
- 2006, 2007, 2008, 2009
- 2022[2]
- 2021

Puchar Słowenii:
- 2007, 2008, 2009, 2021

Puchar Top Teams:
- 2007

Mistrzostwo Korei Południowej:
- 2018
- 2017, 2019
- 2013

Mistrzostwo Francji:
- 2016

## Sukcesy reprezentacyjne
Liga Europejska:
- 2015
- 2011

Mistrzostwa Europy:
- 2015, 2019